# Classe N (sous-marin italien)
Pour les articles homonymes, voir Classe N.
La classe N est une classe de 6 sous-marins construits pour la Regia Marina (la Marine royale italienne).

## Généralités de la classe
Dérivé de la classe Nautilus, dont il était une version améliorée et plus grande, il a été conçu par le colonel Curio Bernardis, ingénieur naval.
Les unités avaient une structure de coque simple avec un double fond et des réservoirs de carburant internes.
Contrairement au Nautilus, sur ces sous-marins, l'armement de torpilles a été ajouté à l'armement anti-aérien, constitué d'un canon de 76 mm.
Les deux dernières unités (N 5 et N 6), équipées de moteurs Tosi au lieu de moteurs Sulzer, avaient de meilleures performances de vitesse et d'autonomie que les unités précédentes.
Sur les tourelles de certains des sous-marins, un protège-jambes métallique a été installé.

## Caractéristiques
La classe N déplaçait 277 tonnes en surface et 363 tonnes en immersion. Les sous-marins mesuraient 45,9 mètres de long, avaient une largeur de 4,28 mètres et un tirant d'eau de 3,17 mètres. Ils avaient une profondeur de plongée opérationnelle de 40 mètres. Leur équipage comptait 2 officiers et 21 sous-officiers et marins.
Pour la navigation de surface, les sous-marins étaient propulsés par deux moteurs diesel Sulzer de 325 chevaux-vapeur (cv) (239 kW) chacun pour les N 1 à N 4 et Tosi de 350 cv  (257 kW) pour les N 5 et  N6 entraînant deux arbres d'hélices. En immersion, chaque hélice était entraînée par un moteur électrique Ansaldo de 200 chevaux-vapeur (147 kW). Ils pouvaient atteindre 12,5 nœuds (23,1 km/h) pour les N 1 à N 4 et 13,5 nœuds (25 km/h) pour les N 5 et N6 en surface et 8,2 nœuds (15,1 km/h) sous l'eau. En surface, la classe N avait une autonomie de 1 300 milles nautiques (2 400 km) à 8 noeuds (14,8 km/h) pour les N 1 à N 4 et 1 485 milles nautiques (2 750 km) à 8,5 noeuds (15,7 km/h) pour les N 5 et N6; en immersion, elle avait une autonomie de 45 milles nautiques (83 km) à 2 noeuds (3,7 km/h) pour les N 1 à N 4 et 50 milles nautiques (92 km) à 2 noeuds (3,7 km/h) pour les N 5 et N 6.
Les sous-marins étaient armés de deux tubes lance-torpilles à l'avant de 45 centimètres, pour lesquels ils transportaient un total de 4 torpilles. Sur le pont arrière se trouvait un canon de 76/30 mm Model 1916 pour les attaques en surface.

## Unités
| Regia Marina - Classe N | Regia Marina - Classe N          | Regia Marina - Classe N | Regia Marina - Classe N | Regia Marina - Classe N | Regia Marina - Classe N                |
| Sous-marin              | Chantier                         | Début de construction   | Lancement               | Entrée en service       | Destination finale                     |
| ----------------------- | -------------------------------- | ----------------------- | ----------------------- | ----------------------- | -------------------------------------- |
| N 1                     | Ansaldo (Sestri Ponente - Gênes) | 1er mars 1916           | 6 septembre 1917        | 20 juillet 1918         | Radié le 1er octobre 1930, puis démoli |
| N 2                     | Ansaldo (Sestri Ponente - Gênes) | 1er mars 1916           | 26 janvier 1918         | 15 décembre 1918        | Radié le 1er mai 1928, puis démoli     |
| N 3                     | Ansaldo (Sestri Ponente - Gênes) | 2 mars 1916             | 27 avril 1918           | 13 octobre 1918         | Radié le 1er août 1935, puis démoli    |
| N 4                     | Ansaldo (Sestri Ponente - Gênes) | 2 mars 1916             | 6 octobre 1918          | 6 avril 1919            | Radié le 1er août 1935, puis démoli    |
| N 5                     | Tosi (Tarente)                   | 24 août 1916            | 18 novembre 1917        | 12 janvier 1919         | Radié le 10 juillet 1929, puis démoli  |
| N 6                     | Tosi (Tarente)                   | 24 août 1916            | 20 septembre 1918       | 6 juin 1919             | Radié le 1er août 1935, puis démoli    |

Les quatre premiers ont été construits dans le chantier Ansaldo à Gênes, les deux derniers dans le chantier Tosi à Tarente.
Seuls les N 1 et N 3 sont entrés en service avant la fin de la Première Guerre mondiale, et seul le premier a pu mener des activités en temps de guerre, sans toutefois en récolter les résultats.
Après la guerre, ils ont été employés dans l'entraînement, participant à des exercices et à des croisières d'entraînement, principalement dans la mer Tyrrhénienne.
Ils ont été démolis entre la fin des années vingt et le milieu des années trente.

## Source de la traduction
- (it) Cet article est partiellement ou en totalité issu de l’article de Wikipédia en italien intitulé « Classe N (sommergibile) » (voir la liste des auteurs).